# Ernest de Sayn-Wittgenstein-Hombourg
Ernest de Sayn-Wittgenstein-Hombourg (en allemand Ernst von Sayn-Wittgenstein-Homburg) est né à Berleburg (Allemagne) le 29 mars 1599 et meurt à Hombourg le 20 mars 1649. Il est le fils du comte Georges II de Sayn-Wittgenstein (1565-1631) et de Élisabeth de Nassau-Weilbourg (1572-1607).

## Mariage et descendance
Il se marie avec sa cousine Élisabeth de Sayn (1608-1641), avec qui il a deux enfants :
- Catherine Élisabeth (1639-1671), mariée avec Louis-Ernest de Lowenstein-Wertheim-Virnebourg (1627-1681).
- Guillaume Frédéric (1640-1698)

Il se remarie le 11 septembre 1642 avec Christine de Waldeck-Wildungen (1614-1679), fille de Christian de Waldeck (1585-1637) et de Élisabeth de Nassau-Siegen (1584-1661). Le couple a trois enfants :
- Anna Amélie (1641-1685), mariée avec le comte Casimir de Lippe-Brake (1627-1700).
- Christine de Sayn-Wittgenstein-Hombourg (1646-1678), mariée avec Frédéric de Nassau-Weilbourg (1640-1675)
- Christian (1647-1704).